# Grèce au Concours Eurovision de la chanson 2022
La Grèce est l'un des quarante pays participants du Concours Eurovision de la chanson 2022, qui se déroule à Turin en Italie. Le pays est représenté par la chanteuse Amanda Tenfjord et sa Die Together, sélectionnées en interne par le diffuseur grec ERT. Le pays se classe 8e avec 215 points lors de la finale.

## Sélection
La diffuseur grec confirme le 7 septembre 2021 sa participation à l'Eurovision 2022. Le 15 décembre 2021, le diffuseur annonce avoir sélectionné Amanda Tenfjord comme représentante. Sa chanson, intitulée Die Together, est publiée le 10 mars 2022.

## À l'Eurovision
La Grèce participe à la première demi-finale, le 10 mai 2022. Elle s'y classe 3e avec 211 points, se qualifiant donc pour la finale. Lors de celle-ci, elle termine à la 8e place avec 215 points.